# Robert Cvek
Robert Cvek (* 6. ledna 1979 Krnov) je český šachista a šachový trenér. Titul mezinárodního mistra získal roku 1999 a titul mezinárodního velmistra roku 2007. Jeho otcem a prvním učitelem šachu byl lékař a šachista Dušan Cvek. Jeho bratrem je biochemik, publicista a filosof Boris Cvek.
Nejvyšší hodnoty Elo dosáhl R. Cvek v květnu 2012 (2563).
Robert Cvek je spolu s Petrem Koutným jedním z hlavních tvůrců videí na YouTube kanálu Robert a Petr šachy. Spolupráce byla ukončena v roce 2025 a dále Robert Cvek pokračuje samostatně na kanálu Robert Cvek.